# Sing It Loud
Sing It Loud è il tredicesimo album di k.d. lang realizzato il 1º aprile 2011. È il suo primo lavoro con il suo nuovo gruppo The Siss Boom Bang, che segnano il ritorno di una band a più di venti anni di distanza dai Reclines, con cui Lang iniziò la sua lunga carriera e che abbandonò nel 1989.

## Tracce
Tutte le canzoni sono scritte da k.d. lang e da Joe Pisapia.
1. I Confess (lang, Daniel Clarke, Joshua Grange) – 4:25
2. A Sleep with No Dreaming – 3:31
3. The Water's Edge – 3:53
4. Perfect Word – 4:41
5. Sugar Buzz – 5:14
6. Sing It Loud (Pisapia) – 5:25
7. Inglewood – 3:30
8. Habit of Mind (lang, Clarke, Grange) – 4:13
9. Heaven (David Byrne, Jerry Harrison) – 4:10
10. Sorrow Nevermore (lang, Clarke, Grange) – 3:33

Il brano Heaven è una cover del singolo omonimo dei Talking Heads.